# 끝없는 탐구
끝없는 탐구(Unended Quest)는 칼 포퍼가 1976년에 쓴 그의 자서전이다.  그는 그가 대학 다니면서 가구목공업을 배웠으며, 그의 고참이 그를 초대하였을 때, 그에게 모든 분야에 대하여 박식하여야 한다는 충고를 들었다는 이야기를 소개하였다.  그의 전지적인 선생은 소크라테스였으며 지식론에 대하여 배웠다고 말한다.  그는 진리가 완벽할 수 없으며, 끝없이 진리를 탐구하였다 하더라도 완전함에 이를 수 없다고 주장한다.